# Maxim Iglinsky
Maxim Iglinsky (em cazaque:  Максим Иглинский) (Astana, 18 de abril de 1981) é um ciclista profissional do Cazaquistão que corre pela equipe Pro Tour Astana, a qual corre desde 2007. Iglinsky tornou-se profissional em 2005, pela equipe Domina Vacanze, e pedalou pelo Time Milram em 2006. Em 2007, venceu a 6ª etapa da Critérium du Dauphiné Libéré. Ele é o irmão mais velho de Valentin Iglinsky.
Em 2012, alcançou a maior vitória de sua carreira ao prevalecer em uma das clássicas dos Ardennes, a Liège-Bastogne-Liège (que também é uma das cinco corridas chamadas de "monumentos"). Ele atacou junto com Joaquim Rodríguez (Katusha) faltando pouco menos de 20 kms de prova, eventualmente deixando o espanhol para trás na penúltima súbida do dia, a 5 kms do final, e ultrapassando o líder Vincenzo Nibali com 1 quilômetro restante para vencer sozinho.

## Principais resultados
2002
1º - Vuelta a la Independência Nacional
2004
1º - Vuelta a la Independência Nacional
2005
1º - GP Cittá di Camaiore
1º - 1 etapa do Deutschland Tour
2006
 Campeão Nacional de CRI
2007
 Campeão Nacional de Estrada
1 etapa da Critérium du Dauphiné
2008
1º - Classificação de Montanha do Tour da Suíça
9º - Tour da Romandia
1 etapa do Tour da Romandia
2009
3º - E3 Prijs Vlaanderen
2010
1º - Montepaschi Strade Bianche
4º - Tirreno-Adriático
8º - Milão-Sanremo
7º - Gent–Wevelgem
8º - Ronde van Vlaanderen
2012
2º - Strade Bianche
1º - Liège-Bastogne-Liège